# Lee Seung-hwan
Lee Seung-hwan (kor.이승환; ur. 1998) – południowokoreański zapaśnik walczący w stylu klasycznym. Zajął 22. miejsce na mistrzostwach świata w 2021. Brązowy medalista mistrzostw Azji w 2021; piąty w 2024. Trzeci na mistrzostwach Azji juniorów w 2018.